# 認知
認知（にんち）とは、心理学などで、人間などが外界にある対象を知覚した上で、それが何であるかを判断したり解釈したりする過程のこと。

## 心理学等での認知
- 心理学・言語学・脳科学・認知科学・情報科学などにおける認知とは、人間などが外界にある対象を知覚した上で、それが何であるかを判断したり解釈したりする過程のことをいう。意識と同義に用いられることもある

感覚や知覚とならぶ深層の心理を表現し、外界にある対象を知覚し、経験や知識、記憶、形成された概念に基づいた思考、考察．推理などに基づいてそれを解釈する、知る、理解する、または知識を得る心理過程、情報処理のプロセスで認知科学では、人間の知的な働きをその応用側から、工学や医学、哲学、心理学、芸術学などの分野または学際分野から総合的に明らかにしようとする。また認知距離という人間が対象となる空間や人間などを認知することができる、人間が自分自身を起点として認知している空間や事象の地理的、心理的な広がりである認知領域内部の事物に対する距離（認知距離）がある。
認知は「統覚」と「連合」の二段階にわかれた処理である。統覚は、風景などの知覚から形を取り出す働きであり、その形が何であるのかを判断する働きが連合である。認知の障害が失認であり、見えたり聞こえたりすることはできてもそれが何であるか理解できない（連合の障害と統覚の障害とでは症状には差異がある）。見たものが認知できない視覚失認のほか、相貌失認・手指失認など様々な症状があり得る。
認知能力を改善させる方法には、以下のようなものがある：
- いびきの治療[1][2]
- 高血圧の治療[3]
- 7～9時間の質の高い睡眠[2][4][5][6][7][8]
- 白内障と難聴の予防と治療[9]
- 楽器の習得[10][11]
- カードゲームやボードゲーム[4][11]
- コロナ予防[12][13][14]
- プログラミング[15][16]
- 認知トレーニング[2][17]
- クロスワードパズル[4][11][18][19]
- プラス思考[6]
- タンパク質をより摂取[20]
- 地中海食[2][4][6][7][8][21][22]
- マルチビタミンのサプリメント[23]
- ストレスを控えて[7][8][24]、将来の心配や思い出話も控えて[25]、過去の成功に集中する[26]
- 後ろ向きに歩く[27]
- 社会とのつながり[4][6][7][11][28][29][30][31]
- 観劇、オペラ、美術館巡り[11]
- お酒を控える[4][6]
- 音楽を聴く[6][11]
- 新しいことを学ぶ[7]
- 瞑想[2][6][8][17]
- 体を動かす[2][4][8][11][31][32][33][34][35]
- 本を読む[4][19]
- 語学を学ぶ[11]
- 旅行[11]など

## 社会学での認知
- 社会学において、認知とは意識と同義に用いられる場面もあれば、親子関係のうち、父子関係において、生殖上の意味での父が不明な子を、懐胎した母の夫が「認知」すること（社会学的な意味での父と宣言すること）が、社会が子をその一員として公認することの条件である（「嫡出の原理」）と説明されることもある[36]。